# 고래자리 81 b
고래자리 81 b는 고래자리 방향으로 지구로부터 약 317 광년 떨어져 있는 외계 행성이다. 2008년 7월 3일 사토 연구진은 어머니 항성 고래자리 81 b이 미묘하게 흔들리는 것으로부터 이 행성의 존재를 알아냈다. 측정에 따른 행성의 최소 질량은 목성의 5.3배로, 슈퍼목성의 반열에 들어간다. 어머니 항성으로부터 2.5 천문단위(이는 태양과 화성 간격보다 멀다) 떨어져 있기 때문에 대기 상층부는 뜨거운 목성처럼 가열되어 있지는 않을 것으로 보이며, 질량이 커서 보다 단단하게 압축되어 있기 때문에 행성 크기는 목성의 93.2퍼센트 수준일 것으로 보인다. 항성을 한 바퀴 도는 데 걸리는 시간은 2.6년이다. 상층부 대기 온도는 527 켈빈으로 수다르스키의 가스 행성 분류에 따르면 III형의 맑은 대기형에 포함된다.

## 같이 보기
- 안드로메다자리 14 b
- 살쾡이자리 6 b
- 고래자리 79 b
- 고래자리 94 b

## 참고 문헌
- “Planet : 81 Cet b”. 《exoplanet.eu》. 2009년 6월 10일에 확인함.
- “81 Ceti”. 《Exoplanets》. 2009년 11월 25일에 원본 문서에서 보존된 문서. 2009년 6월 10일에 확인함.